# Club Haro Deportivo
El Club Haro Deportivo es un club de fútbol de España, de la ciudad de Haro en La Rioja. Su fecha fundacional es el lunes, 24 de julio de 1950.

## Precedentes del fútbol en Haro
Según la prensa de la época, en 1910 algunos estudiantes que se formaban en otras localidades empezaron a introducir el nuevo juego del foot-ball en Haro.
A comienzos de 1913 se creaban en Haro dos asociaciones infantiles llamadas Lealtad Deportiva Harense y Haro Foot-Ball Club, que no tenían estatutos ni campo donde jugar. Así el 31 de marzo de 1913 solicitaban al ayuntamiento la cesión de un terreno en Fuente del Moro, frente a la Granja Antonia, lo que sería aceptado, haciéndose cargo el ayuntamiento de adecuarlo para convertirse en el primer campo de Haro por agosto de dicho año.

### Haro Sport Club (1921 - 1929)
En marzo de 1921 un grupo de jóvenes constituía la primera sociedad deportiva sénior de la ciudad, bajo la denominación de Haro Sport Club. Se inauguraba el 19 de marzo en el campo de deportes de la sociedad, llamado Campo de la Trilladora, ubicado en el camino a Zarratón, en un partido contra el España de Logroño, donde el nuevo club ganó 2 a 1.
Tras intentar el Haro Sport Club comprar la finca aledaña al campo de la Trilladora, decidieron arrendar un terreno entre el camino de Alméndora y la carretera Casalarreina. El 28 de agosto fue el último partido antes de cambiar de campo. En esas se habían jugado veintidós partidos, con diecisiete ganados, cuatro perdidos y uno empatado. El 9 de septiembre se inauguraba el nuevo campo contra el Deportivo Alavés, jugando el Haro Sport con camiseta blanca con franjas negras. Ganó el equipo alavés 3-1. Dos días después, día 11, se jugaría en el nuevo campo un Athletic Club-Erandio Club y el día 12 Haro Sport Club-Athletic Club con resultado 0-3.
Fue tal el entusiasmo que generó el fútbol que jugadores existían tantos como gente joven, creándose varias sociedades Sénior. En abril El Invencible y Lealtad Deportiva Harense, esta última jugaba en el paraje de la Charca (término de El Remolino a la derecha del Ebro). Otras fueron Nacional, La Muerte, Zaragata, Los Mansos.
Tal furor se diluyó en 1922, entre otros por quejas del nuevo campo de Alméndora (frío, conservación, etc), malos resultados del Sport Club y que este acaparaba al resto, quedando solo dicho club y el Lealtad.
Durante sus primeros años de historia el club jarrero formó jugadores que destacarían posteriormente en otros equipos como Arsenio Marcelino (Deportivo Alavés) o Luis Rioja (R. Racing C. de Santander).

### Primer Haro Deportivo (1931-1936)
El 5 de abril de 1931 un grupo de amigos realizó una excursión a Elciego, donde aprovecharon para disputar un partido contra la Cultural, en el que acabaron 1-1. De aquí pareció surgir la idea de craar un nuevo club en Haro. Ese sería denominado Haro Deportivo y sin campo ni estatutos, el 19 de abril fueron a Vitoria a enfrentarse con el amateur del Deportivo Alavés (aunque se aplazó al 3 de mayo por el mal estado del campo).
El 30 de abril un grupo de jóvenes elaboró un escrito al ayuntamiento para solicitar la cesión de un terreno para campo de deportes, consiguiendo que les cedieran unos terrenos ubicados en la Senda de las Letanías (término de El Mazo).
El primer partido jugado en Haro por este nuevo equipo tuvo lugar el domingo 31 de mayo de 1931 contra la Cultural de Elciego, coincidiendo con la inauguración de El Mazo I, situado en las traseras del Instituto Laboral.
A mediados de agosto se oficializaría la conformación del club, con sede social en la Plaza de la Paz 25 (Bar la Bombilla).
Parece que el club no era muy estable y pasaban largas temporadas sin disputar partidos, dejando de haber noticias desde comienzos de 1936.

### Haro Deportivo de Educación y Descanso (1946-1950)
Con la idea de incorporarse a las competiciones organizadas por la Federación Española de Fútbol en 1946 se funda el Haro Deportivo de Educación y Descanso. Para poder participar en la Primera Regional Riojana tuvieron que tapiar El Mazo I e instalar servicios sanitarios. La primera piedra la pusieron el 25 de junio, durante un partido en el que se enfrentaban a veteranos de los desaparecidos Haro Sport Club y Haro Deportivo.
El 1 de julio presentaron estatutos y fueron encuadrados en la Primera Regional Guipuzcoana Grupo Riojano.
En 1949, entrenado por el italiano Lorenzo Massobrio Barbieri, quedó subcampeón de la Categoría Regional, logrando el ascenso a Tercera División, a la que la directiva renunciaría porque supondría su hundimiento económico, prefiriendo seguir en Regional Preferente.

## Actual Haro Deportivo (1950)
El lunes 24 de julio de 1950 se presentaría reglamento del nuevo equipo denominado Haro Deportivo y comenzó a negociar con la Federación Guipuzcoana de Fútbol sustituir al Haro Deportivo de Educación y Descanso en Primera Regional Preferente, ocupando el puesto de la S. D. Eibar que subió a Tercera. El informe federativo llegó a primeros de enero de 1951, aprobando el reglamento domiciliado en Plaza de la Paz 20 (Café Suizo).
Durante los primeros años pasaría grandes dificultades económicas, llegando a lucir camisolas completamente blancas al carecer de medios para adquirir la habitual blanquinegra, que lo sería gracias a la colaboración popular.
Hasta la temporada 1964-65 el Haro Deportivo jugó en categorías regionales logrando esa temporada su primer ascenso a la Tercera División. Durante tres temporadas los blanquinegros permanecieron en la categoría descendiendo en la temporada 1967-68 debido a que la reorganización de la categoría reduciendo los grupos provocó el descenso de los últimos 6 clasificados.
El club jarrero no regresó a las competiciones nacionales hasta la temporada 1979-80 jugando cuatro de las siguientes cinco temporadas en la Tercera División. En 1986 formó parte de la Regional Preferente de La Rioja de la recién creada Federación Riojana de Fútbol, logrando el ascenso en la temporada 1987-88.
Tras su regreso a Tercera División en la temporada 1988-89 se convirtió en un equipo clásico de la categoría (Exceptuando un paso por Preferente en la temporada 1995-96). En la temporada 1996-97 el C. Haro Deportivo se clasificó para su primera promoción de ascenso a Segunda B, donde finalizó último dentro del Grupo 3 de la Serie B detrás del Deportivo Alavés B, C. D. Binéfar y R. Racing C. de Santander B.
En verano de 2004 tras ser eliminado en la primera ronda de los Play-Off de ascenso a 2ªB por el  Sestao River C. el club jarrero obtuvo una plaza para la Segunda B tras el descenso administrativo del C. D. Logroñés y ser el primer equipo clasificado de la Federación Riojana de Fútbol dentro del Grupo XV de Tercera. La temporada finalizó con el equipo colista, con dos entrenadores pasando por el banquillo y una treintena de jugadores usados a lo largo de la temporada, pero realmente el punto negativo fue el fallecimiento de su jugador Asier Aguirre Txiki por una infección vírica.
Tras su regreso a la Tercera División el C. Haro Deportivo se convirtió en un clásico de los play-off de ascenso al disputar 13 en 14 temporadas, rozando el ascenso en las temporadas 2009-10, 2014-15 y 2015-16, y lográndolo en la temporada 2018-19. Además ha sumado un total de 3 títulos de campeón de liga. En este periodo disputó en dos ocasiones la Copa del Rey siendo eliminado en la edición de 2007-08 en 1.ª ronda por el Burgos C. F. y en la edición de 2013-14 en 3.ª ronda por el Algeciras C. F. tras dejar en la cuneta al Real Oviedo y al C. D. Sariñena.
Después de su ascenso a Segunda B en 2019, el club consiguió la permanencia en esta división por primera vez en su historia, consiguiendo su mejor puesto, el 10.º. El año siguiente volvería a descender, en una temporada de transición a la nueva estructura de divisiones, a Tercera Federación.

## Controversia por el centenario
En 2014 la directiva del Haro Deportivo, manteniendo que la antigüedad del club se remontaba a 1914, conmemoró el centenario del club con numerosos actos. 
La fecha de 1914 no tiene base histórica documental, ya que en 1913 se creaba un equipo infantil Haro Foot-ball Club, siendo el primer equipo sénior de la ciudad el Haro Sport Club, creado en 1921 y que el primer club con la designación de Haro Deportivo no se fundó hasta los años 30, desapareciendo y fundándose el actual en 1950.

## Uniforme
- Primera Equipación: Camiseta blanquinegra, pantalón negro, medias blanquinegras.
- Segunda Equipación: Camiseta granate, pantalón granate y medias granates

## Estadio

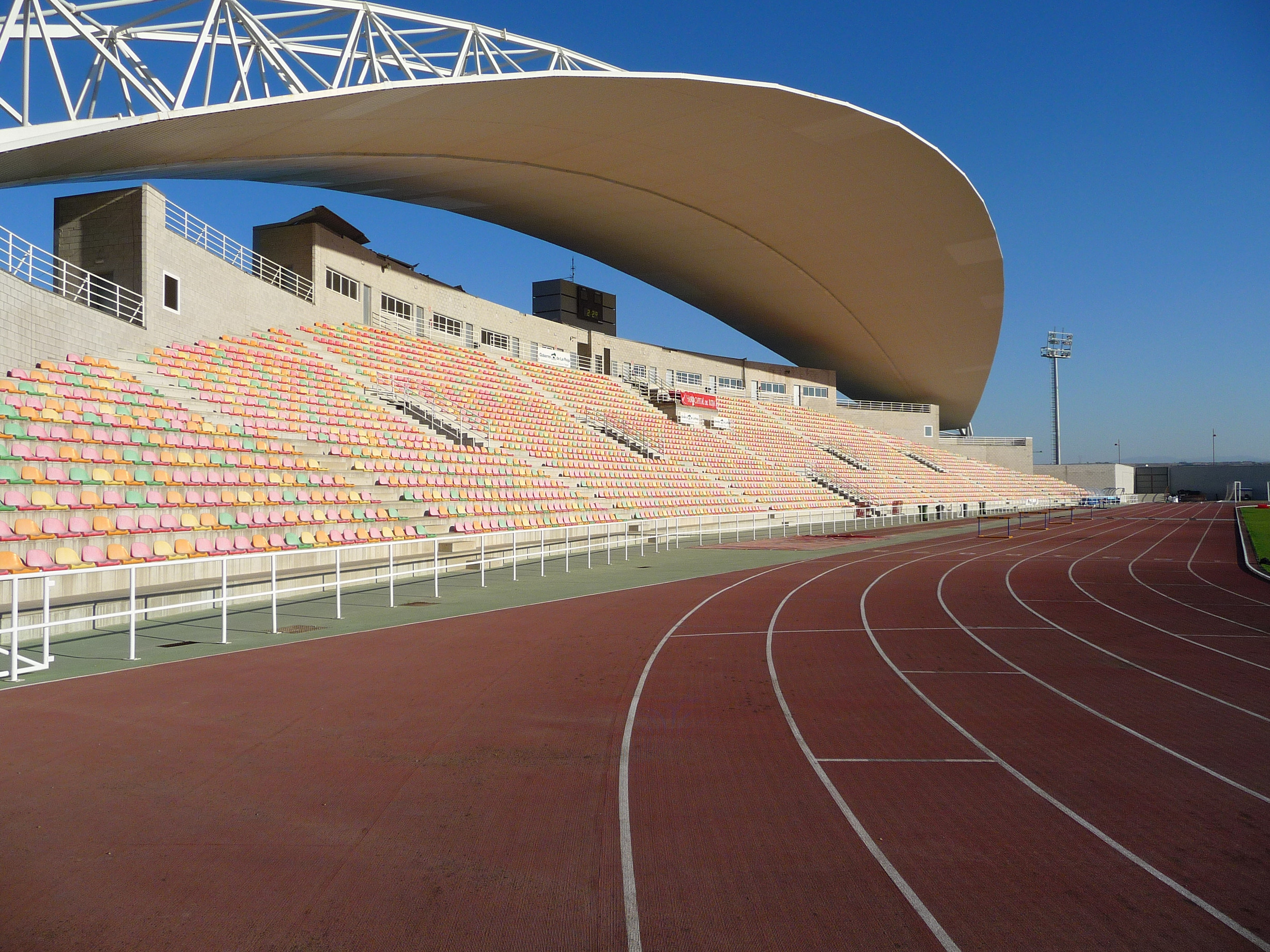
Estadio Municipal de Deportes Luis de la Fuente

El C. Haro Deportivo disputa sus partidos en el Estadio Municipal de Deportes Luis de la Fuente, inaugurado en 2004 y sustituto del campo con el mismo nombre. Tiene una capacidad de 4.300 espectadores y cuenta con césped artificial.

## Datos del club
- Temporadas en Primera División: 0
- Temporadas en Segunda División: 0
- Temporadas en Segunda División B: 3
- Temporadas en Tercera Federación / Tercera División: 41
- Temporadas en Tercera Federación: 2
- Mejor puesto: 10.º en Segunda División B (temporada 2019-20)

## Palmarés
Nota: en negrita competiciones vigentes en la actualidad.
| Competición nacional             | Títulos                                                  | Subcampeonatos                        |
| -------------------------------- | -------------------------------------------------------- | ------------------------------------- |
| Tercera División de España (3/2) | 2006-07 (Gr. XVI), 2012-13 (Gr. XVI), 2018-19 (Gr. XVI). | 2008-09 (Gr. XVI), 2013-14 (Gr. XVI). |

| Competición regional                  | Títulos                                      | Subcampeonatos          |
| ------------------------------------- | -------------------------------------------- | ----------------------- |
| Copa Federación (5/3)                 | 2005-06, 2008-09, 2009-10, 2010-11, 2014-15. | 2006-07, 2016-17, 2024. |
| Regional Preferente de La Rioja (1/1) | 1995-96.                                     | 1987-88.                |
| Regional Preferente de Navarra (2/0)  | 1978-79, 1981-82.                            |                         |
| Primera Regional de Navarra (2/1)     | 1948-49, 1964-65.                            | 1968-69.                |
| Segunda Regional de Navarra (1/2)     | 1971-72.                                     | 1956-57, 1957-58.       |

## Trayectoria

### Histórico de temporadas
| Temporada | División       | Puesto |
| --------- | -------------- | ------ |
| 1946-47   | 1.ª Regional   | 4.º    |
| 1947-48   | 1.ª Regional   | 3.º    |
| 1948-49   | 1.ª Regional   | 1.º    |
| 1949-50   | 1.ª Regional   | 14.º   |
| 1950-51   | 1.ª Regional   | 4.º    |
| 1951-52   | 1.ª Regional   | 10.º   |
| 1952-53   | 1.ª Regional   | 11.º   |
| 1953-54   | 1.ª Regional   | 9.º    |
| 1954-55   | 1.ª Regional   | 6.º    |
| 1955-56   | 1.ª Regional   | 11.º   |
| 1956-57   | 2.ª Regional   | 2.º    |
| 1957-58   | 2.ª Regional   | 2.º    |
| 1958-59   | 1.ª Regional   | 6.º    |
| 1959-60   | 1.ª Regional   | 7.º    |
| 1960-61   | 1.ª Regional   | 7.º    |
| 1961-62   | 1.ª Regional   | 5.º    |
| 1962-63   | 1.ª Regional   | 11.º   |
| 1963-64   | 1.ª Regional   | 7.º    |
| 1964-65   | 1.ª Regional   | 1.º    |
| 1965-66   | 3.ª (Grupo IV) | 13.º   |

| Temporada | División       | Puesto |
| --------- | -------------- | ------ |
| 1966-67   | 3.ª (Grupo IV) | 11.º   |
| 1967-68   | 3.ª (Grupo IV) | 11.º   |
| 1968-69   | 1.ª Regional   | 2.º    |
| 1969-70   | 1.ª Regional   | 6.º    |
| 1970-71   | 1.ª Regional   | 15.º   |
| 1971-72   | 2.ª Regional   | 1.º    |
| 1972-73   | 1.ª Regional   | 13.º   |
| 1973-74   | 1.ª Regional   | 9.º    |
| 1974-75   | Pref. Navarra  | 4.º    |
| 1975-76   | Pref. Navarra  | 6.º    |
| 1976-77   | Pref. Navarra  | 12.º   |
| 1977-78   | Pref. Navarra  | 8.º    |
| 1978-79   | Pref. Navarra  | 1.º    |
| 1979-80   | 3.ª (Grupo II) | 15.º   |
| 1980-81   | 3.ª (Grupo IV) | 20.º   |
| 1981-82   | Pref. Navarra  | 1.º    |
| 1982-83   | 3.ª (Grupo IV) | 12.º   |
| 1983-84   | 3.ª (Grupo IV) | 19.º   |
| 1984-85   | Pref. Navarra  | 9.º    |
| 1985-86   | Pref. Navarra  | 9.º    |

| Temporada | División         | Puesto |
| --------- | ---------------- | ------ |
| 1986-87   | Preferente       | 3.º    |
| 1987-88   | Preferente       | 2.º    |
| 1988-89   | 3.ª (Grupo XV)   | 9.º    |
| 1989-90   | 3.ª (Grupo XV)   | 13.º   |
| 1990-91   | 3.ª (Grupo XV)   | 12.º   |
| 1991-92   | 3.ª (Grupo XV)   | 16.º   |
| 1992-93   | 3.ª (Grupo XV)   | 16.º   |
| 1993-94   | 3.ª (Grupo XV)   | 17.º   |
| 1994-95   | 3.ª (Grupo XV)   | 19.º   |
| 1995-96   | Preferente       | 1.º    |
| 1996-97   | 3.ª (Grupo XV)   | 4.º    |
| 1997-98   | 3.ª (Grupo XV)   | 17.º   |
| 1998-99   | 3.ª (Grupo XV)   | 14.º   |
| 1999-00   | 3.ª (Grupo XV)   | 10.º   |
| 2000-01   | 3.ª (Grupo XV)   | 10.º   |
| 2001-02   | 3.ª (Grupo XV)   | 16.º   |
| 2002-03   | 3.ª (Grupo XV)   | 7.º    |
| 2003-04   | 3.ª (Grupo XV)   | 4.º    |
| 2004-05   | 2.ª B (Grupo II) | 20.º   |
| 2005-06   | 3.ª (Grupo XVb)  | 3.º    |

| Temporada | División        | Puesto | Copa del Rey  |
| --------- | --------------- | ------ | ------------- |
| 2006-07   | 3.ª (Grupo XVI) | 1.º    |               |
| 2007-08   | 3.ª (Grupo XVI) | 3.º    | Primera ronda |
| 2008-09   | 3.ª (Grupo XVI) | 2.º    |               |
| 2009-10   | 3.ª (Grupo XVI) | 3.º    |               |
| 2010-11   | 3.ª (Grupo XVI) | 4.º    |               |
| 2011-12   | 3.ª (Grupo XVI) | 3.º    |               |
| 2012-13   | 3.ª (Grupo XVI) | 1.º    |               |
| 2013-14   | 3.ª (Grupo XVI) | 2.º    | Tercera ronda |
| 2014-15   | 3.ª (Grupo XVI) | 4.º    |               |
| 2015-16   | 3.ª (Grupo XVI) | 3.º    |               |

| Temporada | División             | Puesto | Copa del Rey  |
| --------- | -------------------- | ------ | ------------- |
| 2016-17   | 3.ª (Grupo XVI)      | 5.º    |               |
| 2017-18   | 3.ª (Grupo XVI)      | 4.º    |               |
| 2018-19   | 3.ª (Grupo XVI)      | 1.º    |               |
| 2019-20   | 2.ª B (Grupo II)     | 10.º   | Segunda ronda |
| 2020-21   | 2.ª B (Grupo II-B)   | 18.º   | Segunda ronda |
| 2021-22   | 3.ª RFEF (Grupo XVI) | 10.º   |               |
| 2022-23   | 3.ª Fed. (Grupo XVI) | 9.º    |               |
| 2023-24   | 3.ª Fed. (Grupo XVI) | 15.º   |               |
| 2024-25   | 3.ª Fed. (Grupo XVI) | 13.º   |               |
| 2025-26   | 3.ª Fed. (Grupo XVI) |        |               |

LEYENDA
```
 :Ascenso de categoría

 :Descenso de categoría
```

### Participaciones en Copa del Rey
| Temporada | Ronda     | Rival                        | Resultado    |  |
| --------- | --------- | ---------------------------- | ------------ |  |
| 2007-08   | 1.ª Ronda | Burgos C. F.                 | 2-0          |  |
| 2013-14   | 1.ª Ronda | Real Oviedo                  | 0-0 (p. 4-2) |  |
| 2013-14   | 2.ª Ronda | C. D. Sariñena               | 1-0          |  |
| 2013-14   | 3.ª Ronda | Algeciras C. F.              | 1-1 (p. 1-3) |  |
| 2019-20   | 1.ª Ronda | U. E. Llagostera-Costa Brava | 0-1          |  |
| 2019-20   | 2.ª Ronda | C. Atlético Osasuna          | 1-2          |  |
| 2020-21   | 1.ª Ronda | R. B. Linense                | 2-1          |  |
| 2020-21   | 2.ª Ronda | Rayo Vallecano de Madrid     | 1-3          |  |

### Participaciones en promociones de ascenso
| Temporada | Liga                | Ronda            | Rival                      | Ida | Vuelta       | Global |  | Ascenso |
| --------- | ------------------- | ---------------- | -------------------------- | --- | ------------ | ------ |  | ------- |
| 1948-49   | 1.ª Regional        | Final            | C. D. Elgoibar             | 4-3 | 4-3          | 4-3    |  |         |
| 1956-57   | 2.ª Regional        | Octavos de final | C. D. Burle                | 2-1 | 0-1          | 3-1    |  |         |
| 1964-65   | 1.ª Regional        | Liguilla         | C. D. La Calzada           | 0-2 | 1-0          | 1.º    |  |         |
| 1964-65   | 1.ª Regional        | Liguilla         | C. D. Tudelano             | 1-1 | 6-1          | 1.º    |  |         |
| 1964-65   | 1.ª Regional        | Liguilla         | C. D. Iruña                | 2-0 | 6-2          | 1.º    |  |         |
| 1971-72   | 2.ª Regional        | Liguilla         | C. Peña Sport              | 2-1 | 3-2          | 3.º    |  |         |
| 1971-72   | 2.ª Regional        | Liguilla         | C. D. Lagun Artea          | 1-1 | 3-1          | 3.º    |  |         |
| 1971-72   | 2.ª Regional        | Liguilla         | A. D. Cabanillas           | 2-0 | 4-1          | 3.º    |  |         |
| 1971-72   | 2.ª Regional        | Liguilla         | C. A. River Ebro           | 4-0 | 3-0          | 3.º    |  |         |
| 1971-72   | 2.ª Regional        | Liguilla         | C. D. Azkoyen              | 5-0 | 2-0          | 3.º    |  |         |
| 1986-87   | Regional Preferente | Final            | C. D. Iruña                | 4-3 | 2-2          | 6-5    |  |         |
| 1987-88   | Regional Preferente | Final            | C. D. Beti Onak            | 1-1 | 0-1          | 2-1    |  |         |
| 1996-97   | Tercera División    | Liguilla         | R. Racing C. Santander "B" | 1-1 | 0-1          | 4.º    |  |         |
| 1996-97   | Tercera División    | Liguilla         | C. D. Binéfar              | 0-3 | 3-0          | 4.º    |  |         |
| 1996-97   | Tercera División    | Liguilla         | Deportivo Alavés "B"       | 3-1 | 0-0          | 4.º    |  |         |
| 2003-04   | Tercera División    | Semifinal        | Sestao River C.            | 1-1 | 1-0          | 1-2    |  |         |
| 2006-07   | Tercera División    | Semifinal        | C. A. Monzón               | 3-2 | 1-2          | 5-3    |  |         |
| 2007-08   | Tercera División    | Semifinal        | U. E. Sant Andreu          | 1-1 | 1-0          | 1-2    |  |         |
| 2008-09   | Tercera División    | Cuartos de final | F. C. Torrevieja           | 1-0 | 2-0          | 1-2    |  |         |
| 2008-09   | Tercera División    | Semifinal        | C. P. Cacereño             | 1-2 | 2-0          | 1-3    |  |         |
| 2009-10   | Tercera División    | Cuartos de final | Lorca Deportiva C. F.      | 1-1 | 2-1          | 3-2    |  |         |
| 2009-10   | Tercera División    | Semifinal        | S. D. Noja                 | 1-1 | 1-1 (p. 4-5) | 2-2    |  |         |
| 2009-10   | Tercera División    | Final            | Yeclano Deportivo          | 0-1 | 0-1 (p. 5-3) | 1-1    |  |         |
| 2010-11   | Tercera División    | Cuartos de final | C. D. Izarra               | 1-2 | 2-0          | 1-4    |  |         |
| 2011-12   | Tercera División    | Cuartos de final | Extremadura U. D.          | 2-0 | 1-0          | 2-1    |  |         |
| 2012-13   | Tercera División    | Final Campeones  | C. D. Sariñena             | 0-1 | 1-0          | 0-2    |  |         |
| 2012-13   | Tercera División    | Semifinal        | Mar Menor C. F.            | 1-2 | 1-3          | 4-3    |  |         |
| 2013-14   | Tercera División    | Cuartos de final | Badajoz C. F.              | 1-1 | 2-1          | 2-3    |  |         |
| 2013-14   | Tercera División    | Semifinal        | U. P. Langreo              | 1-0 | 2-0          | 1-2    |  |         |
| 2014-15   | Tercera División    | Cuartos de final | Caudal Deportivo           | 0-0 | 0-0 (p. 3-5) | 0-0    |  |         |
| 2014-15   | Tercera División    | Semifinal        | C. D. Castellón            | 2-1 | 2-1 (p. 0-3) | 3-3    |  |         |
| 2014-15   | Tercera División    | Final            | Pontevedra C. F.           | 1-0 | 3-0          | 1-3    |  |         |
| 2015-16   | Tercera División    | Cuartos de final | C. F. Pozuelo de Alarcón   | 0-0 | 0-2          | 2-0    |  |         |
| 2015-16   | Tercera División    | Semifinal        | U. P. Langreo              | 1-1 | 2-2          | 3-3    |  |         |
| 2015-16   | Tercera División    | Final            | Caudal Deportivo           | 0-2 | 1-0          | 0-3    |  |         |
| 2017-18   | Tercera División    | Cuartos de final | S. D. Borja                | 3-2 | 3-1          | 4-5    |  |         |
| 2018-19   | Tercera División    | Final Campeones  | Zamora C. F.               | 2-1 | 1-0          | 2-2    |  |         |

### Participaciones en promociones de permanencia
| Temporada | Liga             | Ronda   | Rival          | Ida | Vuelta  | Global |  | Descenso |
| --------- | ---------------- | ------- | -------------- | --- | ------- | ------ |  | -------- |
| 1965-66   | Tercera División | Final   | C. D. Tudelano | 1-1 | 0-0 1-3 | 2-4    |  |          |
| 1965-66   | Tercera División | Repesca | C. D. Pasajes  | ?-? | ?-?     | ?-?    |  |          |
| 1970-71   | 1.ª Regional     | Final   | C. D. Pamplona | 2-3 | 5-0     | 2-8    |  |          |

## Filial
El equipo riojano decidió crear un equipo filial en 2013, bajo la denominación de Haro Sport Club (Nombre original de la entidad), para dar salida a los jugadores de las categorías inferiores y servir de reserva para el primer equipo. Desde su creación el equipo ha competido en la Regional Preferente de La Rioja, la categoría inferior a la Tercera división. Con anterioridad existieron durante diferentes periodos equipos filiales con la denominación de C. Haro Deportivo Promesas (1989-90 y 2005-2012).
En la temporada 2019-20 el club creó un equipo, nombrado Haro Deportivo "B" en la categoría de Regional Preferente en un nuevo proyecto, que duró hasta la temporada 2021-22 en la que, debido a una crisis económica el filial desapareció.